# 六時礼讃
六時礼讃（ろくじらいさん）とは、浄土教における法要、念仏三昧行のひとつ。中国の僧・善導の「往生礼讃」（「往生礼讃偈」）に基づいて1日を6つに分け、誦経（読経）、念仏、礼拝を行う。
天台声明を基にした美しい旋律が特徴で、後半になるにしたがい高音の節が荘厳さを増す。現代では浄土宗、時宗、浄土真宗が法要に盛んに用いる。親鸞の正信念仏偈は六時礼讃にヒントを得て作製されたといわれる。

## 成立史
浄土宗では、建久3年（1192年）、法然が、大和前司親盛入道見仏の招きをうけて、後白河天皇の追善菩提のために、八坂の引導寺において別時念仏を修したが、これを浄土宗六時礼讃の始まりとする。
『徒然草』第227段や『愚管抄』によれば、浄土宗の開祖・法然の門弟である安楽坊遵西が礼讃に節を付けたと言われているが、当時は定まった節とか拍子がなかったらしい。遵西が指導する礼讃が大衆の支持を多く得たことから、既存仏教教団の反発を招き、建永2年（1207年）、後鳥羽上皇の女房たちが遵西達に感化されて出奔同然に出家した件などの罪で、遵西は斬首され、同年の法然らに対する承元の法難（建永の法難）を招く原因ともなった。

## 六時
六時とは、一般に以下の6つの区分をいう。
1. 日没（にちもつ） - 申〜酉の刻
2. 初夜（しょや） - 戌〜亥の刻
3. 中夜（ちゅうや）又は半夜（はんや） - 子〜丑の刻
4. 後夜（ごや） - 寅〜卯の刻
5. 晨朝（じんじょう・しんちょう） - 辰〜巳の刻
6. 日中（にっちゅう） - 午〜未の刻

- 「四六時中」の語源の一説に、「四時（早晨・午時・晡時・黄昏）と六時をあわせたもの」がある[3]。
- 六時に分けて法要を勤める形式は、浄土教に限らず東大寺修二会などでも見られる。
- 浄土宗、時宗では、日中礼讃の中から、阿弥陀如来、観音菩薩、勢至菩薩についての礼讃が「三尊礼」として節を付けて唱される。

## 関連作品
- 合唱曲（混声）「礼讃I・II」（詞：往生礼讃偈・礼讃文、作曲：大谷千正）